# Nery Ortiz
Nery Ortiz (16 marzo 1973) è un ex calciatore paraguaiano, di ruolo difensore.